# Kolorowanie z list
Kolorowanie z list – takie kolorowanie grafu {\displaystyle G,} w którym każdy z wierzchołków {\displaystyle v\in V} tego grafu otrzymuje listę kolorów {\displaystyle L(v),} które mogą zostać mu przypisane. Jeżeli istnieje wtedy poprawne kolorowanie, to graf {\displaystyle G} nazywa się {\displaystyle L}-kolorowalnym.
Jeżeli wszystkie listy są zbiorami {\displaystyle \{1,2,\dots ,\chi (G)\},} to kolorowanie z listy staje się kolorowaniem w zwykłym sensie.
Graf nazywa się {\displaystyle k}-wybieralnym jeżeli dla każdego wierzchołka {\displaystyle v\in V(G)} przypisana mu lista kolorów {\displaystyle L(v)} jest długości {\displaystyle k,} a graf ma legalne kolorowanie z listy.
Liczba wyborów {\displaystyle \chi _{L}(G)} oznacza najmniejsze {\displaystyle k} takie, że {\displaystyle G} ma poprawne kolorowanie z list niezależnie od tego jakie listy zostaną przypisane jego wierzchołkom.
{\displaystyle k}-wybieralność grafu implikuje jego {\displaystyle k}-kolorowalność, ale nie odwrotnie.

## Definicje formalne

### L-kolorowalność
Niech {\displaystyle C} będzie zbiorem kolorów, dla każdego {\displaystyle v\in V(G)} niech {\displaystyle L:V(G)\to 2^{C}} będzie funkcją przypisującą każdemu wierzchołkowi {\displaystyle v\in V(G)} listę kolorów {\displaystyle L(v)\subseteq C.} Jeżeli istnieje funkcja {\displaystyle f:V(G)\to C} taka, że {\displaystyle f(v)\in L(v)} dla każdego {\displaystyle v\in V(G)} oraz {\displaystyle f(u)\neq f(v)} dla {\displaystyle u,v\in E(G),} wtedy {\displaystyle G} nazywa się {\displaystyle L}-kolorowalnym.

### k-wybieralność
Jeżeli {\displaystyle k} jest liczbą naturalną, funkcja {\displaystyle L} jest taka, że {\displaystyle |L(v)|=k} dla każdego {\displaystyle v\in V(G),} a graf {\displaystyle G} ma legalne kolorowanie z listy, wtedy mówi się, że {\displaystyle G} jest {\displaystyle k}-wybieralny, oraz definiuje się liczbę wyborów, {\displaystyle \chi _{L}(G)} jako najmniejsze {\displaystyle k} takie, że {\displaystyle G} ma poprawne kolorowanie z list niezależnie od tego jakie listy zostaną przypisane jego wierzchołkom.

## Własności
Dla grafu {\displaystyle G} zachodzi:
1. {\displaystyle \chi (G)\leqslant \chi _{L}(G)}[2].
2. {\displaystyle \chi _{L}(G)\leqslant \Delta (G)+1}[2].
3. Jeżeli {\displaystyle G} jest planarny: {\displaystyle \chi _{L}(G)\leqslant 5}[3].
4. Jeżeli {\displaystyle G} jest planarny i dwudzielny: {\displaystyle \chi _{L}(G)\leqslant 3}[3]

## Zastosowanie
Kolorowanie z list ma zastosowanie w problemie przydziału częstotliwości w sieciach telefonów komórkowych. Każdy nadajnik ma ograniczoną liczbę używanych częstotliwości, a dwa nadajniki będące w swoim zasięgu nie mogą korzystać z tej samej częstotliwości ze względu na zakłócenia. Da się ten problem przedstawić grafowo w następujący sposób: nadajniki są reprezentowane przez wierzchołki grafu, lista częstotliwości danego nadajnika jest listą kolorów odpowiadającego mu wierzchołka. Ponadto jeżeli nadajniki są w swoim wzajemnym zasięgu, odpowiadające im wierzchołki są połączone krawędzią.